# Habranthus tubispathus
Habranthus tubispathus là một loài thực vật có hoa trong họ Amaryllidaceae. Loài này được (L'Hér.) Traub mô tả khoa học đầu tiên năm 1951.

## Hình ảnh

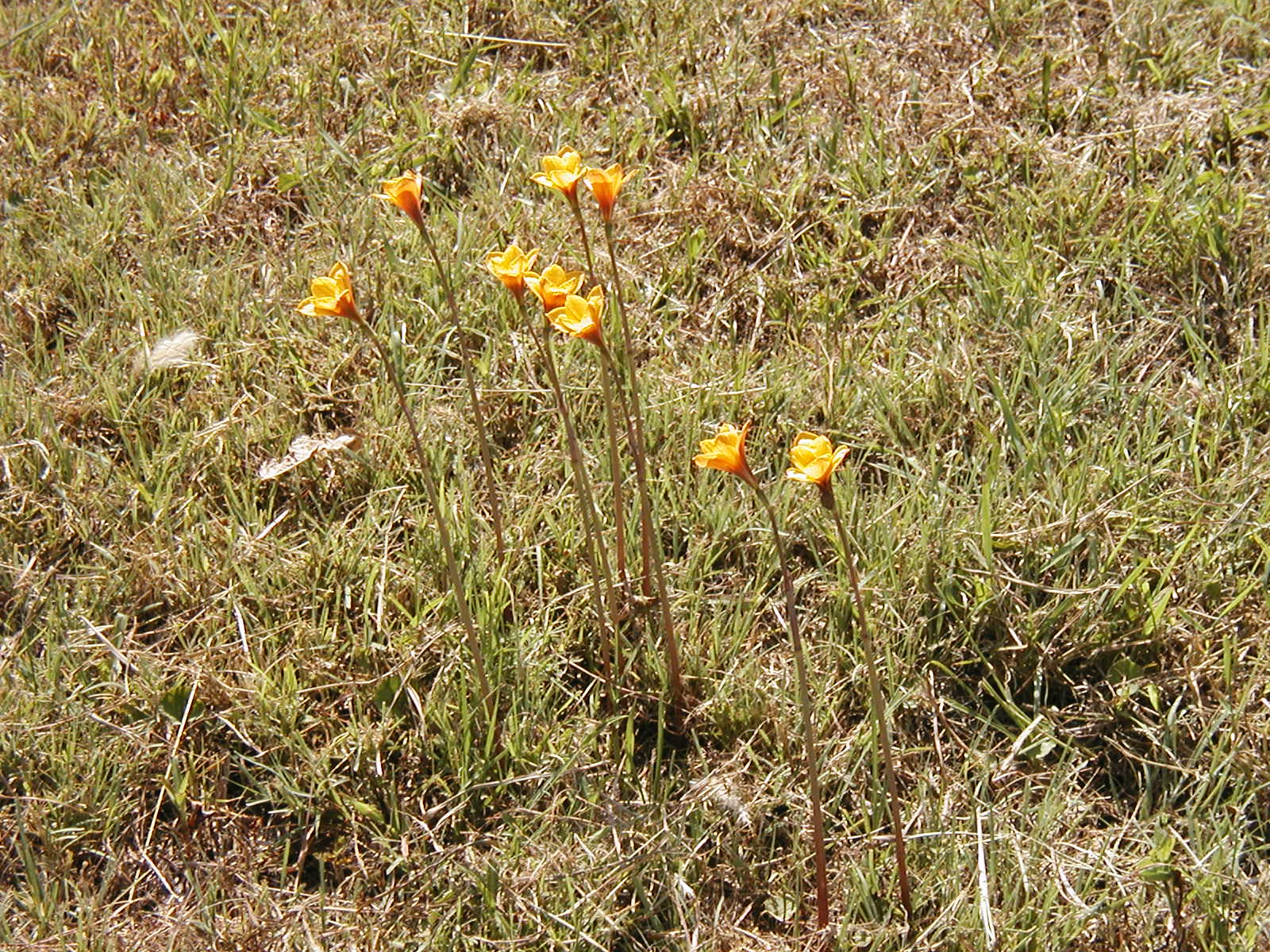
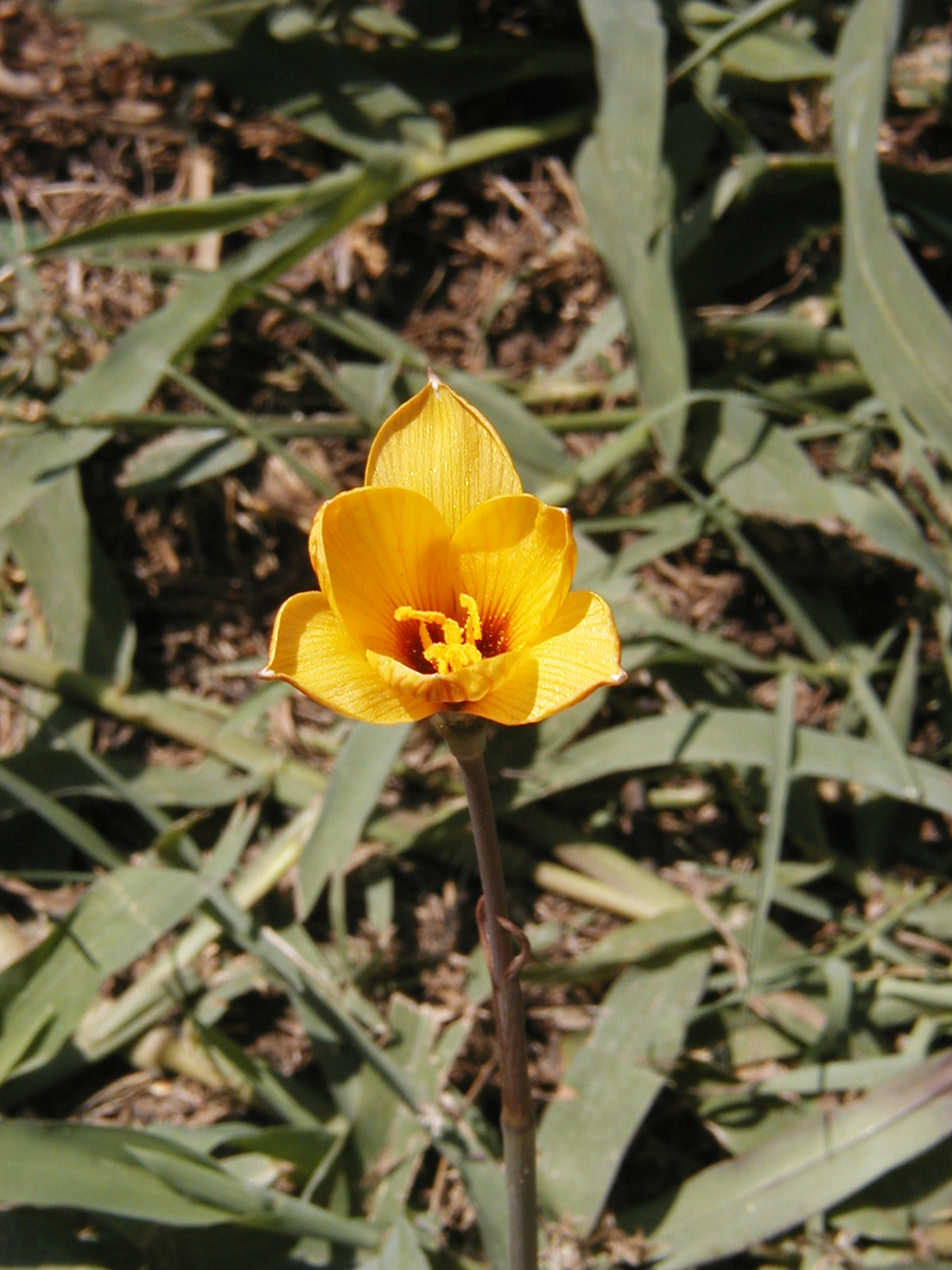
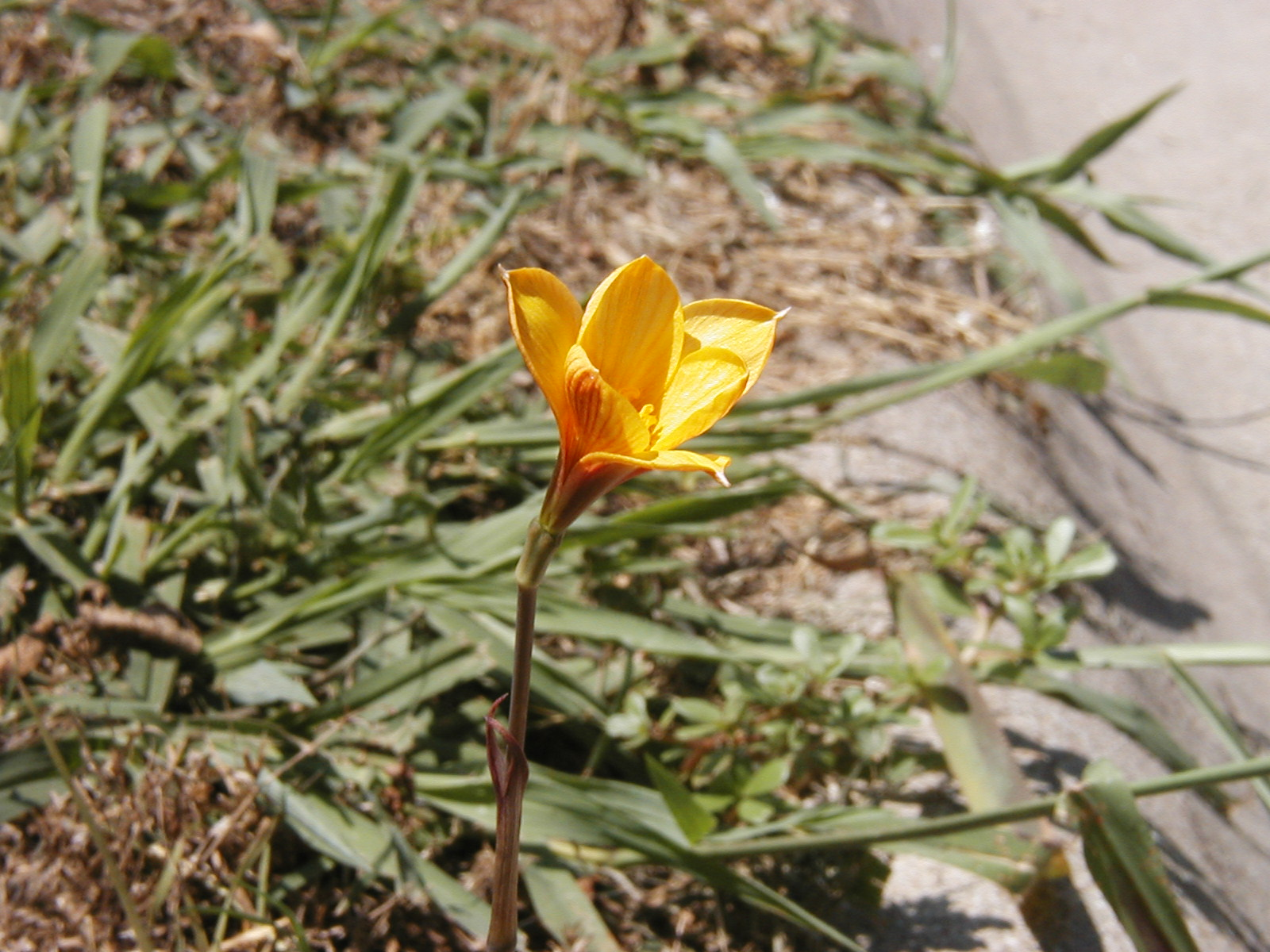
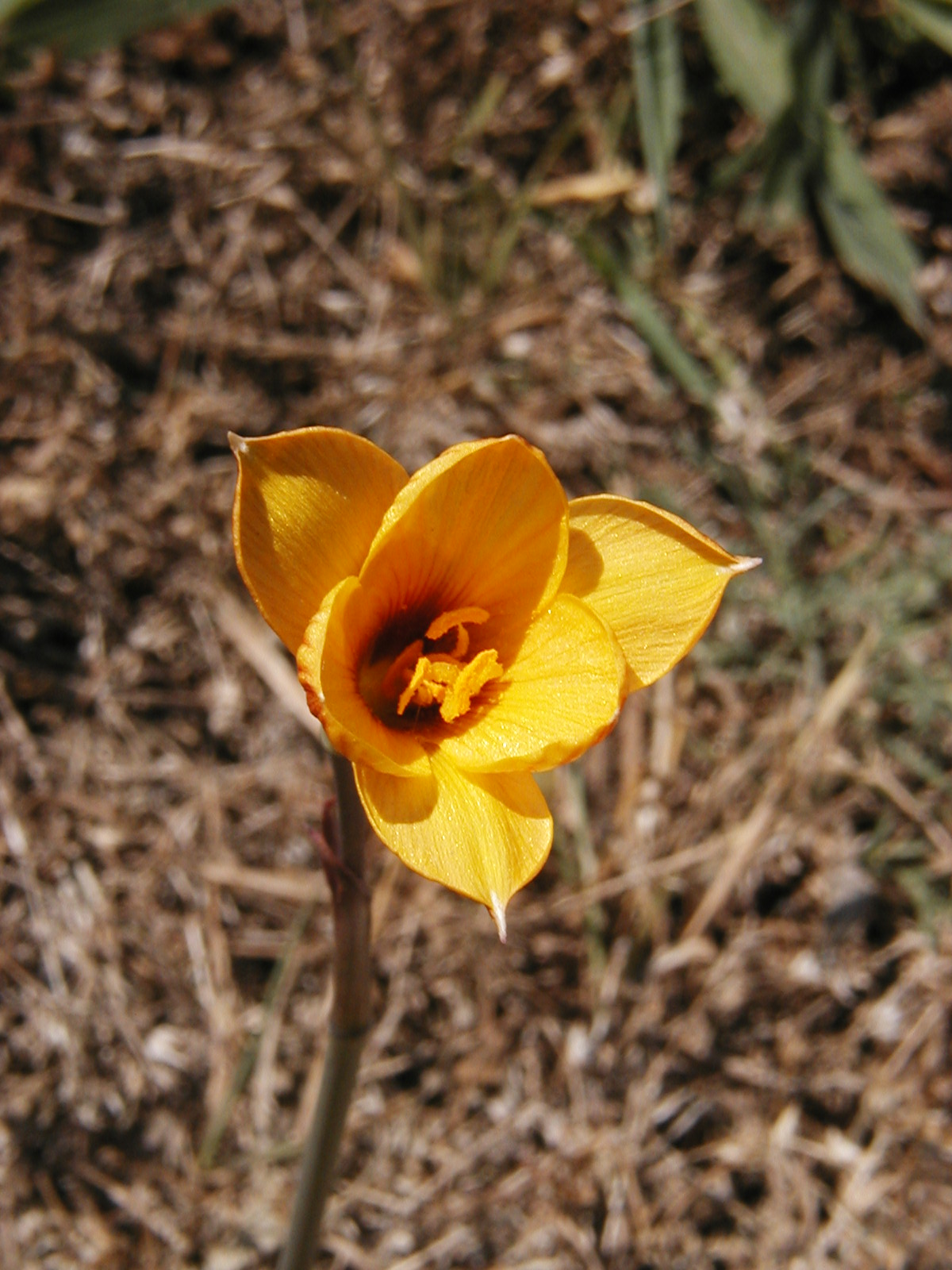